# Bondefanger (film)
Bondefanger er en dansk kortfilm, fra 2003 instrueret af Esben Larsen og produceret af Det Danske Filminstitut og støttet af Det Danske Filmværksted.
Hovedrollerne spilles af Thure Lindhardt, Lai Yde Holgaard, Ole Boisen og Mille Lehfeldt. Filmen har en varrighed på 19 minutter og handler om en ung mand, der har fundet på en smart idé, der består i at han kan tjene penge på, at opfylde to bestemte drømme eller håb. Han åbner mulighederne for at 4 mennesker kan tage hånd om deres skæbne. Det går dog ikke helt som planlagt.